# Johann Friedrich Blumenbach
Johann Friedrich Blumenbach (n. 11 mai 1752, Gotha, Saxa-Gotha-Altenburg – d. 22 ianuarie 1840, Göttingen, Regatul Hanovra) a fost antropolog și biolog german, unul dintre primii care a studiat specia umană prin prisma științelor naturale. Aplicând anatomia comparativă, a reușit să clasifice rasele umane, identificând cinci astfel de tipuri rasiale.

## Biografie
S-a născut la Gotha și a studiat medicina la Jena, obținând doctoratul în 1775 cu lucrarea De generis humani varietate nativa („Asupra deosebirilor naturale ale oamenilor”). Această lucrare, publicată în 1776, a devenit cea mai influentă scriere privind evoluția ulterioară a conceptului de „rasă umană”.
În 1776, Blumenbach a fost numit profesor „extraordinar” de medicină la Göttingen, materie pe care o a predat-o aici timp de aproape șase decenii. În toată această perioadă, a ținut un număr impresionant de cursuri de anatomie comparată, fiziologie și istoria medicinei. A fost omagiat ca Magister Germaniae de către toți iubitorii științelor naturii.
S-a retras în 1835, rămânând la Göttingen până la sfârșitul vieții.

## Clasificarea rasială a lui Blumenbach

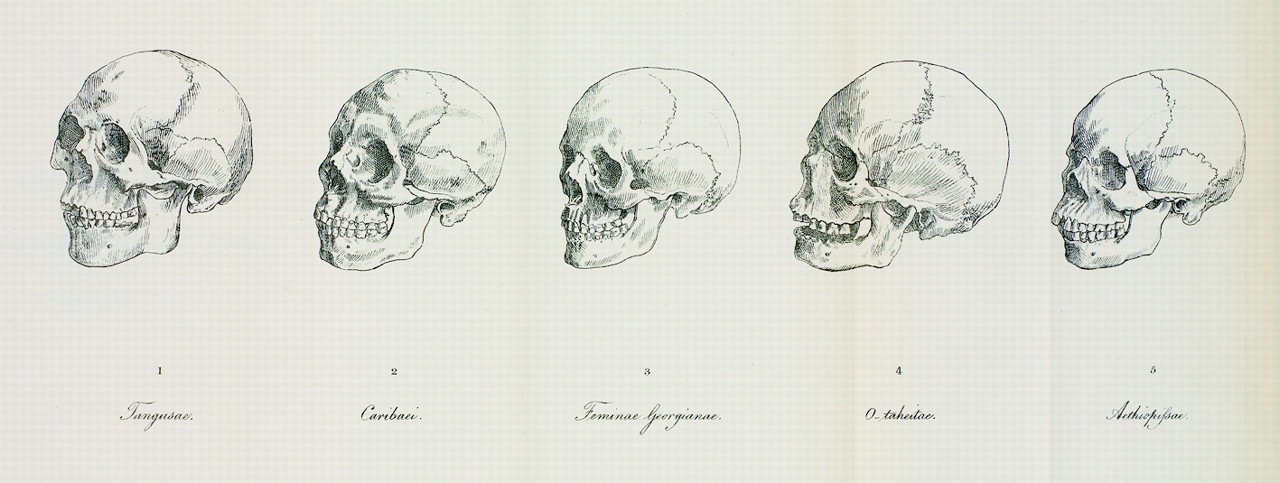
Cele cinci tipuri rasiale propuse de Blumenbach

Bazându-se pe studii și cercetări craniometrice (măsurarea craniilor umane), Blumenbach clasifică specia umană în cinci rase:
- rasa caucaziană sau rasa albă;
- rasa mongoloidă sau rasa galbenă;
- rasa malaeziană sau rasa maronie;
- rasa negroidă sau rasa neagră;
- rasa americană (amerindiană) sau rasa roșie.

## Interpretări
Toată această varietate rasială a determinat pe mulți să susțină faptul că aceste tipuri umane au apărut separat și independent. Blumenbach, dimpotrivă, consideră că toți indivizii umani au apărut dintr-o singură specie, varietățile apărând și evoluând datorită diferitelor condiții de viață din diferitele regiuni ale Terrei. Interpretarea lui Blumenbach este cu atât mai meritorie, mai ales că această teorie a unității originii umane a fost emisă cu multe decenii înainte ca Charles Darwin să elaboreze teoria evoluției.

## Lista parțială a publicațiilor
- 1783-1788 : Medicinische Bibliothek (Göttingen : J. C. Dieterich).
- 1786 : Institutiones physiologicae (Göttingen : J. C. Dieterich, a patra ediție 1821) — tradusă în franceză sub titlul: Institutions physiologiques... de Jean-François Xavier Pugnet (1765-1846) (Lyon : J.-T. Raymann).
- 1786 : Introductio in historiam medicinae litterariam (Göttingen : J. C. Dieterich).
- 1787 : D. Jo. Frid. Blumenbachii,... de Nisu formativo et generationis negotio nuperae observationes (Göttingen : J. C. Dieterich).
- 1788 : D. Jo. Frid. Blumenbachii,... Commentatio de vi vitali sanguinis, recitata in consensu sollenni Soc. reg. scientiar. inter semisaecularia Academiae (Göttingen : J. C. Dieterich).
- 1788 : Synopsis systematica scriptorum quibus inde ab inauguratione Academiae Georgiae Augustae d. 17 sept. 1737 usque ad sollemnia istius inaugurationis semisaecularia 1787 disciplinam suam augere et ornare studuerunt professores medici gottingenses, digessit et edidit Jo. Fr. Blumenbach (Göttingen : J. C. Dieterich).
- 1790 : Jo. Frid. Blumenbachii,... Decas I (-VI) collectionis suae craniorum diversarum gentium illustrata (Göttingen : J. C. Dieterich).
- 1795 : De Generis humani varietate nativa (Göttingen : Vandenhoek et Ruprecht) — tradusă în franceză sub titlul: De l'Unité du genre humain et de ses variétés, ouvrage précédé d'une lettre à Joseph Banks, baronet et président de la Société Royale de Londres de Frédéric Charles Chardel (1776-1849) (Paris : Allut).
- 1796-1805 : Abbildunge naturhistorischer Gegenstände (Göttingen : J. H. Dieterich).
- 1798 : Über die natürlichen Verschiedenheiten im Menschgeschlechte... (Leipzig : Breitkopf et Härtel).
- 1803 : Specimen archoeologiae telluris terrarumque imprimis Hannoveranarum (Göttingen : H. Dieterich).
- 1803 : Manuel d'histoire naturelle, tradusă în germană de François Artaud de Soulange (două volume, Metz : Collignon).
- 1805 : Handbuch der vergleichenden Anatomie (Göttingen : H. Dieterich, reeditată de același editor în 1807).
- 1806 : Vergleichende Anatomie und Physiologie den Verdauungswerkzeuge der Säugethiere und Vögel (Berlin).
- 1807 : Geschichte und Beschreibung der Knochen des menschlichen Körpers. (Göttingen : H. Dieterich).
- 1807 : A Short System of comparative anatomy tradusă de William Lawrence (1785-1867) (Londres : Longman, Hurst, Rees et Orme).
- 1808 : Specimen historiae naturalis, antiquae artis operibus illustratae, eaque vicissim illustrantis (Göttingen : H. Dieterich).
- 1810 : Abbildunge naturhistorischer Gegenstände (Göttingen : H. Dieterich).